# Asarum insigne
Asarum insigne är en piprankeväxtart som beskrevs av Friedrich Ludwig Diels. Asarum insigne ingår i släktet hasselörter, och familjen piprankeväxter. Inga underarter finns listade i Catalogue of Life.